# Koloratur
Koloratur (latin: color=farve) er virtuos forsiring af vokalmusik. Koloraturen "farver" høje toner ved at synge dem let, hurtigt og smidigt eventuelt med anvendelse af improvisatoriske hurtige løb, dristige spring, ornamentering og triller.
Koloratur er en vigtig komponent i sangteknik af bel canto-sang og operaer i perioden fra Claudio Monteverdi til Gaetano Donizetti.
En  af de mest berømte og krævende gennemkomponerede koloratur-arier er Der Hölle Rache Kocht in meinem Herzen (Helvedes hævn koger i mit hjerte), som synges af rollefiguren Nattens Dronning i Mozarts opera Tryllefløjten.  Ariens toneområde strækker sig over to oktaver. Den rolle kræver en sopran med et højt register og som nemt kan udføre  krævende ornamentering og forsiringer med løb, staccati og triller. 

## Oprindelse
Princippet  om at forsire melodien blev udviklet allerede i middelalderen og havde sin  første højdepunkt i 1600-tallet. Indtil da var koloratur en form for improvisation. 
Koloraturer forekom hyppigt i den italienske kormusik i 1400- og 1500-tallet og blev især udviklet i Firenze.  I de følgende århundreder var italiensk musik meget dominerende, og koloratur blev praktiseret i næsten al opera og kantatemusik.
Indtil begyndelsen af 1800-tallet havde sangere i alle stemmelag mulighed for at demonstrere sin virtuositet gennem koloratur.
Barokoperaens arier gav rig mulighed for en sådan improvisation, især i kadencer.  Koloratur kan i øvrigt forekomme i alle stemmelag, især i barokoperaer. Johann Sebastian Bach  skrev koloratur til stort set al vokalmusik, bortset fra de langsomme  stykker (Bach skrev dog aldrig nogen egentlig opera). Selv korsatser kan være  rigt udsmykket med koloratur i alle stemmer. Bachs Magnificat og Georg Friedrich Händels Messias er et godt eksempel på dette. I  senbarokkens arier begyndte man at nedskrive præcise koloraturer, og i belcanto-operaer fra 1810 til 1845 var koloratursangen kørt til grænsen af det mulige hvad angår virtuositet og toneregister.

## Koloratursopran
Fra 1800-tallet finder man hovedsagelig koloratur i arier for sopraner, hvorfor udtrykket koloratursopran dukkede op. Her skelnes mellem lyrisk og dramatisk koloratursopran. Til lyrisk koloratur bruges en livlig, lys sopranstemme med en højt toneområde til at gennemføre hurtige vokalkoloraturer. Den tonale spændvidde ligger på skalaen fra C4-F6 (sopraner rækker almindeligvis fra C4-C6). Sangere med en varmere stemme bliver undertiden kaldt sopran leggiero. En koloratursopran med stor fleksibilitet i passager i det høje register og som samtidig har en kraftfuld stemme svarer til en spinto eller den dramatiske koloratursopran. Dramatiske koloraturer går skalamæssigt fra H3-F6.

## Berømte koloraturarier
- Nattens Dronnings store arie, "Hævnarien", i Wolfgang Amadeus Mozarts Tryllefløjten.
- Lucias arie (vanvidsscenen) i Gaetano Donizettis Lucia di Lammermoor.
- Zerbinettas arie i Richard Strauss' Ariadne på Naxos.
- Dukken i Jacques Offenbachs Hoffmanns eventyr.

Koloratur forekommer også i tungere partier:
- Leonora i Trubaduren og Violetta i La Traviata, begge af Verdi.

| Musik | Spire Denne musikartikel er en spire som bør udbygges. Du er velkommen til at hjælpe Wikipedia ved at udvide den. |